# Miklosovits László
Miklosovits László (Zalaegerszeg, 1944. június 1. –) grafikusművész.

## Élete
A budapesti Képző- és Iparművészeti Gimnáziumban Ujváry Lajos festőművész tanítványaként tanult. Kép- és tervezőgrafikusként egyaránt tevékenykedik, neves könyvtervező és illusztrátor.
1974 és 1979 között a Nagy István Csoport titkára volt. 1970-től 1977-ig a Fiatal Képzőművészek Stúdiója tagja.
1970 óta a Képzőművészeti Alap, a Magyar Alkotóművészek Egyesülete tagja. 1982-ben lett a Nimród vadászati folyóirat munkatársa; azóta több természeti-vadászati jellegű egyéni és csoportos kiállításon vett részt.

## Munkássága
Munkássága több rétegből tevődik össze: a pontos, néhány vonalra csupaszított, koncentrált kifejezéstől a finoman, részletesen megmunkált rajzokig, a monumentális pozitív-negatív formákkal operáló, jelképes egyedi grafikákig, a különböző technikákat alkalmazó (lino-, karc-) nyomatokig terjed.
A Kortárs művészek lexikona szerint „Művészetét bravúros rajztudás, a felület aprólékos kidolgozottsága, ugyanakkor a lényeg tömör kifejezése jellemzi.”

## Kiállításai

### Fontosabb egyéni kiállítások[1]
- Cegléd, Kossuth Múzeum (1970-1973-1984-1986-1987-2002.)
- Arany János Múzeum, Nagykőrös (1973-1977-2002.)
- Józsefvárosi Galéria (1975.)
- Korunk Galéria, Kolozsvár (1995.)
- Ceglédi Galéria (1997.)
- Magyar Kulturális Központ, Kassa (1998.)
- Városi Hangverseny- és Kiállítóterem, Zalaegerszeg (1998.)
- Cifra Palota, Nagyszalonta (1999.)
- Xántus János Múzeum, Győr (1999.)
- Magyar Kulturális Intézet, Pozsony (1999.)
- Tibor Ernő Galéria, Nagyvárad (2000.)
- Thália Színház, Kassa (2000.)
- Magyarok Háza, Budapest (2000.)
- Báthory Napok, Szilágysomlyó (2000–2001)
- Reményik Sándor Galéria, Kolozsvár (2002.)
- Duna Galéria, Budapest (2005.)
- Keresztury Dezső ÁMK - Gönczi Galéria, Zalaegerszeg (2008.)
- Duna Televízió Székháza (2009.)
- Castello Dell’ Acciaolo, Firenze IT (2009.)
- Hevesi Sándor Színház, Zalaegerszeg (2010.)
- Római Magyar Akadémia, Róma, IT (2010.)
- Sala Grande della Biblioteca Communale, Tarquinia, IT (2010.)
- Várgaléria-Dubniczay palota, Veszprém (2010.)
- II. Márai Sándor Emléknap, Művelődési Központ, Segesd (2010.)

### Csoportos kiállítások[1]
- Pest Megyei Képzőművészek Tárlatai (1968–2000)
- Fiatal Képzőművészek Stúdiója Kiállításai (1970–1977)
- Országos Grafikai Biennálé, Miskolc (1971.)
- Dél-Pest megyei Nagy István Csoport kiállításai (1974–1994)
- Egyedi Grafikai Biennálé, Bronx Múzeum, New-York (1978.)
- Magyar Szalon, Műcsarnok, Budapest (1997.)

## Művei közgyűjteményekben[1]
- Kossuth Múzeum, Cegléd
- Xantus János Múzeum, Győr

## Könyvei
- Bárdos László: A dzsidás kapitány - illusztrátor (1974, 1985) ISBN 9631100510
- Csukás István: Vakáció a halott utcában - illusztrátor (1976, 1978, 1985) ISBN 9631106942
- Padisák Mihály: Éljen a száműzetés! - illusztrátor (1977) ISBN 9631109534
- Arany - Arany János versei Miklosovits László rajzaival (1997) ISBN 963-85572-7-3
- Kép a képben (2006) ISBN 978-963-8194-56-5
- Vesszőnyaláb II. (2008) ISBN 978-963-8194-59-6
- Hommage á Márai Sándor (2009) ISBN 978-963-06-8360-9

## Róla írták
- Feledy Balázs: A rajzolás mindenhatósága (Pannon Tükör, 2008)
- Dr. Cserjés Katalin: Miklosovits László Márai-könyve (Tiszatáj, 2010)